# Oxalis goniorrhiza
Oxalis goniorrhiza är en harsyreväxtart som beskrevs av Eckl. & Zeyh.. Oxalis goniorrhiza ingår i släktet oxalisar, och familjen harsyreväxter. Inga underarter finns listade i Catalogue of Life.